# نيلز شلوتربيك
نيلس شلوتربك (ولد في 12 مارس 1967) هو لاعب كرة قدم ألماني محترف سابق، لعب في مركز خط الوسط.

## الحياة الشخصية
هو عم كيفن شلوتربك لاعب أوغسبورغ ونيكو شلوتربك لاعب بوروسيا دورتموند.